# August Gustafsson
Per August Gustafsson (* 4. November 1875 in Tibro; † 31. Oktober 1938 in Göteborg) war ein schwedischer Tauzieher.

## Erfolge
August Gustafsson war ein Polizist der Göteborger Polizei. Bei den Olympischen Spielen 1912 in Stockholm gehörte er zur schwedischen Mannschaft im Tauziehen. Bei dem Wettbewerb traten lediglich zwei Mannschaften an, nachdem sich von den ursprünglich fünf gemeldeten Mannschaften Österreich, Böhmen und Luxemburg vor dem Turnierbeginn zurückgezogen hatten. Die acht Schweden traten für die Stockholmspolisens an, aus der direkt im Anschluss der Spiele heraus der Stockholmspolisens IF gegründet wurde. Gustafsson war dabei neben dem Fischer Herbert Lindström das einzige Mannschaftsmitglied, das nicht zur Stockholmer Polizei gehörte. Die britische Mannschaft bestand aus acht Vertretern der City of London Police. Mit 2:0 setzten sich die Schweden gegen die Briten durch, womit Gustafsson gemeinsam mit Arvid Andersson, Adolf Bergman, Johan Edman, Erik Algot Fredriksson, Carl Jonsson, Erik Larsson und Herbert Lindström als Olympiasieger die Goldmedaille erhielt.